# 德加塘鱧
德加塘鱧（学名：Eleotris daganensis）为塘鳢科塘鳢属的一种鱼类，学名于1870年被首次提出。。世界自然保护联盟在2009年时未有将其列为濒危动物。